# Jeremy Cockrill
Pour les articles homonymes, voir Cockrill.
Jeremy Cockrill  est un homme politique provincial canadien de la Saskatchewan. Il représente la circonscription de The Battlefords à titre de député du Parti saskatchewanais depuis 2020,.